# Starless and Bible Black
| Recensione | Giudizio |
| ---------- | -------- |
| AllMusic   |          |

Starless and Bible Black è il sesto album in studio del gruppo musicale britannico King Crimson, pubblicato il 29 marzo 1974 dalla E.G. Records.

## Descrizione
Sebbene fin dal loro esordio i King Crimson avessero sempre utilizzato i concerti come una sorta di laboratorio per sviluppare ed arrangiare i loro pezzi, nonché per crearli ex novo attraverso l'improvvisazione pura, quest'album è il loro primo a obbedire ad una strategia più radicale, che Fripp adotterà altre volte negli anni seguenti: trarre materiale inedito per un nuovo album direttamente dalle registrazioni dei concerti (con precedenza proprio alle improvvisazioni spontanee), abbattendo la separazione fra palco e sala d'incisione e creando di fatto un ibrido tra album dal vivo e album in studio, oltre a immortalare lo sforzo creativo nel momento stesso del suo prodursi, spirito fino ad allora più tipico del jazz che del rock, almeno tradizionalmente.
Su un totale di 46 minuti di durata dell'album, ben 34 sono registrati dal vivo in concerto e solo parte di questi venne successivamente sottoposta a "rifinitura" in studio di registrazione; più in dettaglio:
- The Great Deceiver e Lament sono gli unici due brani dell'album registrati integralmente in studio;[2]
- We'll Let You Know è un'improvvisazione registrata all'Apollo di Glasgow il 23 ottobre 1973 e non contiene sovraincisioni;
- The Mincer è un frammento estratto da una lunga improvvisazione registrata alla Volkshaus di Zurigo il 15 novembre 1973,[3] la parte vocale è sovraincisa in studio;
- Trio, Starless and Bible Black e Fracture furono tutti registrati al Concertgebouw di Amsterdam il 23 novembre 1973. Di essi, soltanto Fracture contiene qualche piccolo intervento di studio (per lo più rifacimenti di parti già presenti nella versione dal vivo) e dei tre è anche l'unico brano non improvvisato (poiché composto da Fripp) e, come tale, fu incluso stabilmente nel repertorio concertistico successivo.[4]
- I primi due minuti di The Night Watch, infine, sono tratti anch'essi dal concerto di Amsterdam, il resto della canzone è registrata in studio.[5]

Il titolo dell'album cita testualmente l'incipit del dramma Under Milk Wood di Dylan Thomas. La stessa frase ricorre nel testo del brano Starless, scartato da quest'album nella sua versione embrionale e pubblicato in forma ampliata alcuni mesi dopo, sul successivo Red.

## Tracce
Lato A
1. The Great Deceiver – 4:03 (John Wetton, Robert Fripp, Richard Palmer-James)
2. Lament – 4:02 (Robert Fripp, John Wetton, Richard Palmer-James)
3. We'll Let You Know – 3:41 (David Cross, Robert Fripp, John Wetton, Bill Bruford)
4. The Night Watch – 4:42 (Robert Fripp, John Wetton, Richard Palmer-James)
5. Trio – 5:41 (David Cross, Robert Fripp, John Wetton, Bill Bruford)
6. The Mincer – 4:09 (David Cross, Robert Fripp, John Wetton, Bill Bruford, Richard Palmer-James)

Lato B
1. Starless and Bible Black – 9:14 (David Cross, Robert Fripp, John Wetton, Bill Bruford)
2. Fracture – 11:17 (Robert Fripp)

## Formazione
Gruppo
- David Cross – violino, viola, mellotron
- Robert Fripp – chitarra, mellotron
- John Wetton – basso, voce
- Bill Bruford – batteria, percussioni

Produzione
- King Crimson – produzione